# 橙点石斑鱼
橙点石斑鱼（学名：Epinephelus bleekeri），又稱布氏石斑魚，俗稱芝麻斑，为輻鰭魚綱鱸形目鱸亞目鮨科石斑鱼属的鱼类，分布于印度洋和太平洋西部，如台湾岛以及中国南海等海域，體長可達76公分，属于岩礁鱼类，肉食性，可做為食用魚及觀賞魚。
它体长可达76公分，在30-104公尺深之海域生活。

## 扩展阅读
維基物種上的相關：橙点石斑鱼